# Kasper Nielsen
Kasper Nielsen (ur. 9 czerwca 1975 w Hillerød) – duński piłkarz ręczny grający jako lewy rozgrywający, reprezentant kraju. Obecnie występuje w duńskiej Jack&Jones Ligaen, w drużynie Bjerringbro-Silkeborg.
Nielsen jest Mistrzem Europy z 2008 r. z Norwegii.
Wicemistrz Świata z 2011 r. Turniej odbywał się w Danii.

## Sukcesy

### reprezentacyjne
- mistrzostwo Europy  2008
- wicemistrzostwo Świata  2011